# Dansk Film-Avis nr. 707
Dansk Film-Avis nr. 707 er en dansk Ugerevy med dokumentariske optagelser fra 1945. Filmene blev produceret af UFA film A/S, der var ejet af det tyske UFA, der var ejet af den tyske stat.
Den dansk producerede Dansk Film-Avis var en nazistisk ugerevy og udkom i årene 1941-1945. Den bestod typisk af tre dele: dansk stof, optaget af danske kameramænd, tysk stof fra Tyskland og reportager fra fronten, produceret af Deutsche Wochenschau.

## Handling
1. Travsæsonen i København er begyndt, men uden totalisator og uden andre tilskuere end medlemmer af travselskabet.

2. Ved Roskilde øver den danske ungdom sig ivrigt i svæveflyvning.

3. På grund af materialemangel er et hjemmespinderi i København nu kommet på den ide at spinde hundehår og uld fra angorakaniner sammen. Man ser, hvordan der kartes, spindes og væves.

4. Som afslutning på skisæsonen i Norge blev der kæmpet om mesterskaberne i distanceløb og skihop i Gjøvik.

5. Selv om vinteren kan man spille håndbold udendørs. To tjekkiske mesterhold viser, at man glimrende kan spille håndbold på skøjter.

6. Lederen af kommiteen til Ruslands befrielse for bolsjevisme, general Vlasov, har kaldt alle russere i Tyskland under fanerne. Afdelinger af befrielsesarméen, som er færdiguddannet, defilerer forbi general Vlasov.

7. Det forbigående tekniske forspring, som de allierede har opnået i bekæmpelse af de tyske undervandsbåde, er nu blevet indhentet ved opfindelsen af den såkaldte snabel, et luftrør der gør det muligt for undervandsbåde at holde sig under vandet i hele seks uger.

8. Morgentræning i den tyske gymnastikskole Medau. Ynde, gratiøsitet og rytme forener sig her til den søde og fuldkomne livsglæde (farver).

9. Hitler-Ungdommen skoles til deres opgaver som mandskab i den tyske krigsmarine: Signalering, kaproning (farver).